# 熊本浩志
熊本 浩志（くまもと ひろし、1975年10月12日 - ）は、日本の実業家。

## 人物・来歴
宮崎県宮崎市生まれ。宮崎県立宮崎西高等学校から名古屋商科大学へ進学。高校と大学では準硬式野球部に所属した。
東芝で家電の開発に従事したのち、2002年に独立。デザイン家電ブランド「amadana」を展開するamadana株式会社（旧社名：株式会社リアル・フリート）の創業者で代表取締役社長。2014年からは白物家電の最大手中国のハイアールのハイアールアジア株式会社のチーフ・クリエイティブ・オフィサー（CCO）も務めている。
2008年に野球仲間から誘いを受け、草野球チーム「東京バンバータ」を立ち上げ。2018年に東京ヴェルディと業務提携し、社会人軟式野球クラブ「東京ヴェルディ・バンバータ」として再始動し、監督を務めている。

## テレビ番組
- 日経スペシャル ガイアの夜明け 日はまた昇る～逆境に挑む不屈の技術魂～（2009年5月19日、テレビ東京）[4]。- 新しきモノ作りの挑戦を取材。

## 著書
- 「たかが草野球」で人生が変わる（2010年3月17日、講談社、ISBN 978-4062156851）